# Timgad Vallis
Timgad Vallis és un vallis de 116 km de diàmetre de Mercuri. Porta el nom de Timgad, una antiga ciutat d'Algèria, i el seu nom va ser aprovat per la Unió Astronòmica Internacional el 2013.